# Seth Brundle
Seth Brundle è un personaggio immaginario protagonista del film del 1986 La mosca diretto da David Cronenberg. Fu interpretato da Jeff Goldblum e compare brevemente, ma solo in immagini d'archivio, anche nel sequel, uscito nel 1989, La mosca 2.
Creato da Cronenberg e considerato uno degli scienziati più famosi della storia del cinema, Seth Brundle è una versione moderna del personaggio di André Delambre, protagonista del film L'esperimento del dottor K., che a sua volta si ispirava al racconto La mosca di George Langelaan. Eccentrico e solitario scienziato, Brundle inventa delle tele-capsule in grado di teletrasportare la materia e decide di sperimentarla su di sé. Non si accorge, però, che nella tele-capsula è entrata anche una mosca. Lo scienziato subirà così una spaventosa trasformazione, diventando metà uomo e metà mosca: una Brundlemosca (Brundlefly).

## Biografia del personaggio
Alle soglie del premio Nobel, il giovane e bizzarro scienziato Seth Brundle ha scoperto una forma di teletrasporto basata su un processo computerizzato che disintegra la materia e la ricostruisce altrove in pochi secondi (le tele-capsule). Decide di rivelare la sua scoperta a Veronica Quaife, più familiarmente chiamata Ronnie, una giornalista che usa questa confidenza come un'intervista. Dopo aver compiuto alcuni tentativi su degli oggetti inanimati e su due babbuini, spinto dalla gelosia nei confronti di Veronica, di cui nel frattempo si è innamorato e che sembra aver tradito la sua fiducia in favore del proprio capo-redattore Stathis Borans, egli si ubriaca e decide di sperimentare su di sé la sua invenzione, ma non si accorge che nella tele-capsula con lui è entrata anche una mosca. L'elaboratore, dopo aver scomposto i due corpi, li ricompone erroneamente in uno solo. All'inizio nulla sembra essere accaduto, e Brundle vede il test come un successo e si riconcilia con Veronica. Quando Brundle si sveglia al mattino, scopre che i suoi riflessi sono incredibilmente potenziati ed esegue una serie di esercizi di ginnastica molto complessi di fronte a Ronnie. Brundle teorizza che le tele-capsule abbiano in qualche modo purificato e migliorato la sua fisicità. Tuttavia, Veronica scopre peli ruvidi e insoliti che crescono dalla schiena di Brundle, portando a un acceso scambio di opinioni in cui Brundle afferma che Veronica è semplicemente gelosa di lui. Brundle tentò di costringere Veronica a usare le tele-capsule, ma lei rifiutò e Brundle se ne andò, abbandonandola. Brundle entra in un bar e partecipa a una gara di braccio di ferro con un uomo in cambio di una ragazza, Tawny. Brundle usa la sua ritrovata forza sovrumana per spezzare il braccio dell'uomo e trascorre il resto della notte impegnandosi in scappatelle sessuali con Tawny. Brundle ha tentato di costringere Tawny a usare le tele-capsule, solo per venire interrotti dall'intervento di Veronica e Tawny e Veronica che vengono cacciate dal laboratorio. Brundle poi entra nel suo bagno e nota che le sue unghie stanno cominciando a cadere. Dopo questa scoperta, Brundle si precipita al computer e scopre che le tele-capsule avevano unito lui e la mosca.
Veronica è terrorizzata dalla trasformazione del compagno, ma soprattutto dalla scoperta di essere incinta di lui. Per paura di partorire un figlio deforme come il padre, tenta allora di abortire, ma Brundle glielo impedisce, rapendola dalla clinica e portandola nel suo laboratorio. Nel tentativo di riguadagnare una sembianza di umanità, lo scienziato, ormai mutato completamente e ribattezzatosi Brundlemosca, cerca di unire il suo corpo deforme con quello di Veronica e del bambino in grembo attraverso le tele-capsule. L'esperimento fallisce perché Stathis, sparando ai cavi della macchina, disattiva la tele-capsula contenente Veronica. Tuttavia, il processo di fusione si avvia comunque, mescolando Brundle con la cabina stessa. Il mostruoso essere che ne risulta convince Veronica ad ucciderlo e la donna, all'inizio, disperata e riluttante, accetta di porre fine alle sofferenze del suo amato, sparandogli un colpo di fucile alla testa.

## Caratterizzazione
Secondo Cronenberg, «Brundle è sia il buono che il cattivo, è molto più un Dr. Jekyll e Mr. Hyde che non un Dracula», ma è «entrambi in un solo uomo». Per Di Carl e Diana Royer, Brundle «rappresenta sia l'antieroe senza speranza che lo scienziato visionario che usa l'antieroe». Lo psicologo Bruce M. Hood, nel suo libro Supersenso. Perché crediamo nell'incredibile, scrive: «A giudizio della maggioranza delle persone, l'ingegneria genetica ci ha portati fino al punto in cui la situazione di Seth Brundle non è più un racconto di fantasia sui pericoli derivati dalla manomissione della natura». Secondo Matteo Merzagora, autore del libro Scienza da vedere: l'immaginario scientifico sul grande e sul piccolo schermo, Brundle rappresenta il nuovo scienziato del cinema contemporaneo che tende a definirsi sempre più in rapporto alla società in cui opera.
Nella pellicola di Cronenberg, Brundle si isola dal mondo, ma in modo consapevole: nonostante la sua genialità scientifica, è un timido ed eccentrico recluso, che non ha vita sociale, vive isolato in un loft, raramente lascia il suo laboratorio e, ispirandosi ad Einstein, indossa sempre lo stesso vestito, di cui dispone di cinque esemplari uguali, «per non perdere tempo nella scelta». È molto paranoico, un aspetto permanente sia nella sua vita sociale che lavorativa. Ad'esempio ha il terrore che qualcuno possa mettere le mani sulla sua invenzione. Oltre alla paranoia, Brundle ha dimostrato di avere un disturbo schizoide di personalità, caratterizzato dalla difficoltà nello stabilire relazioni sociali e, soprattutto, dall'assenza del desiderio di stabilirle. Un elemento della trama riguarda il suo conflitto con Stathis Borans, l'editore senza scrupoli di una rivista scientifica, nel tentativo di controllare il modo in cui le sue ricerche (la realizzazione del teletrasporto) vengono comunicate prima alla comunità scientifica, e poi al pubblico. Il rapporto ambivalente con i media è cristallizzato nel rapporto di Brundle con la giornalista Veronica: ha bisogno di lei per esistere, ma non tollera che il suo lavoro sia divulgato finché non sarà completato.
Brundle soffre di cinetosi cronica; una volta, durante l'infanzia, vomitò sul suo triciclo. A causa della sua condizione, ha sviluppato un'intensa antipatia per i veicoli. A soli 20 anni era diventato esperto di fisica molecolare ed era a capo di un progetto noto come "F32", che gli è valso quasi un premio Nobel per la fisica. Ha anche conseguito il dottorato in un momento sconosciuto.

## Concezione e sviluppo

### Creazione ed ispirazione
David Cronenberg concepì il personaggio di Seth Brundle nel 1985. Il regista canadese era stato chiamato per dirigere, per conto della Brooksfilm di Mel Brooks, il remake di un vecchio film di fantascienza degli anni cinquanta, diretto da Kurt Neumann, ed intitolato The Fly (in Italia distribuito come L'esperimento del dottor K.). L'intrigo del film originale riguardava uno scienziato (chiamato André Delambre) che, inventata una macchina per il trasporto di materia e sperimentatola su se stesso, si trasforma in un ibrido mostruoso (un uomo con la testa e una zampa d'insetto) per avere ignorato che una mosca, ospite indesiderato, condivideva con lui la cabina di trasformazione.
Cronenberg aveva ben presente il film di Neumann, che non l'aveva mai veramente entusiasmato, e mirava a creare qualcosa di completamente diverso. L'originale del 1958, infatti, lasciava molto a desiderare in termini di coerenza e verosimiglianza, soprattutto riguardo a due punti principali: in seguito allo scambio molecolare, la testa ed una zampa di mosca si ingrandivano smisuratamente fino a raggiungere una taglia umana, mentre la testa e il braccio dello scienziato rimpicciolivano fino ad adattarsi alle proporzioni di una mosca; anche con la testa ed il cervello della mosca, il protagonista conservava inspiegabilmente gran parte della sua identità e razionalità umana. Nel film di Neumann, inoltre, la mutazione subita dal ricercatore era istantanea, e dunque non particolarmente coinvolgente, dato che egli non era in grado di parlare e sul suo volto non era possibile leggere alcuna espressione. Cronenberg decise saggiamente di far sì che nella sua versione l'uomo e la mosca fossero completamente integrati, due entità non separate ma mescolate, e che ciò provocasse nello scienziato una trasformazione graduale, lasciando pressoché intatti fino alla fine gli occhi e la bocca, e dunque l'intero potenziale espressivo del personaggio.
Cronenberg inoltre apportò alcune sostanziali modifiche alla sceneggiatura originale scritta da Charles Edward Pogue, trasformando la coppia felicemente sposata in due estranei che iniziano a conoscersi nel corso della pellicola. Il regista canadese ribattezzò lo scienziato protagonista col nome di Seth Brundle, unendo il nome che nella mitologia egizia appartiene al dio del vento al cognome del campione inglese di Formula Uno Martin Brundle. Il personaggio venne influenzato anche dalla lettura di La doppia elica di James D. Watson, una fresca e divertente testimonianza personale sulla scoperta della molecola del DNA, che ispirò Cronenberg a dipingere Brundle non come il genio visionario romanticizzato del primo copione, ma come un pesce fuor d'acqua mosso verso la sua sorprendente scoperta della nausea per i viaggi e dalla reclusione virginale.
Cronenberg ebbe a incontrare una certa opposizione quando annunciò di voler lanciare Jeff Goldblum nel ruolo del protagonista. L'attore, infatti, era esattamente l'opposto di quello che la produzione pensava avrebbe funzionato per l'uomo in metamorfosi del film. Il creatore di effetti speciali de La mosca Chris Walas, inoltre, sentiva che il suo volto sarebbe stato difficile da lavorare per il make-up degli effetti. Raccontò Walas: «Il casting è stato un grande problema. La ricerca del protagonista era la priorità numero uno, perché la sua trasformazione sarebbe stata la parte più difficile del lavoro, ma anche la cosa che avrebbe decretato il successo della pellicola senza scadere nel ridicolo». La parte fu offerta anche a Michael Keaton (che rifiutò) ma poi, nonostante lo scetticismo di qualcuno, Goldblum riuscì ad ottenere il ruolo.

### Trasformazione inBrundlemosca
(Seth Brundle.)

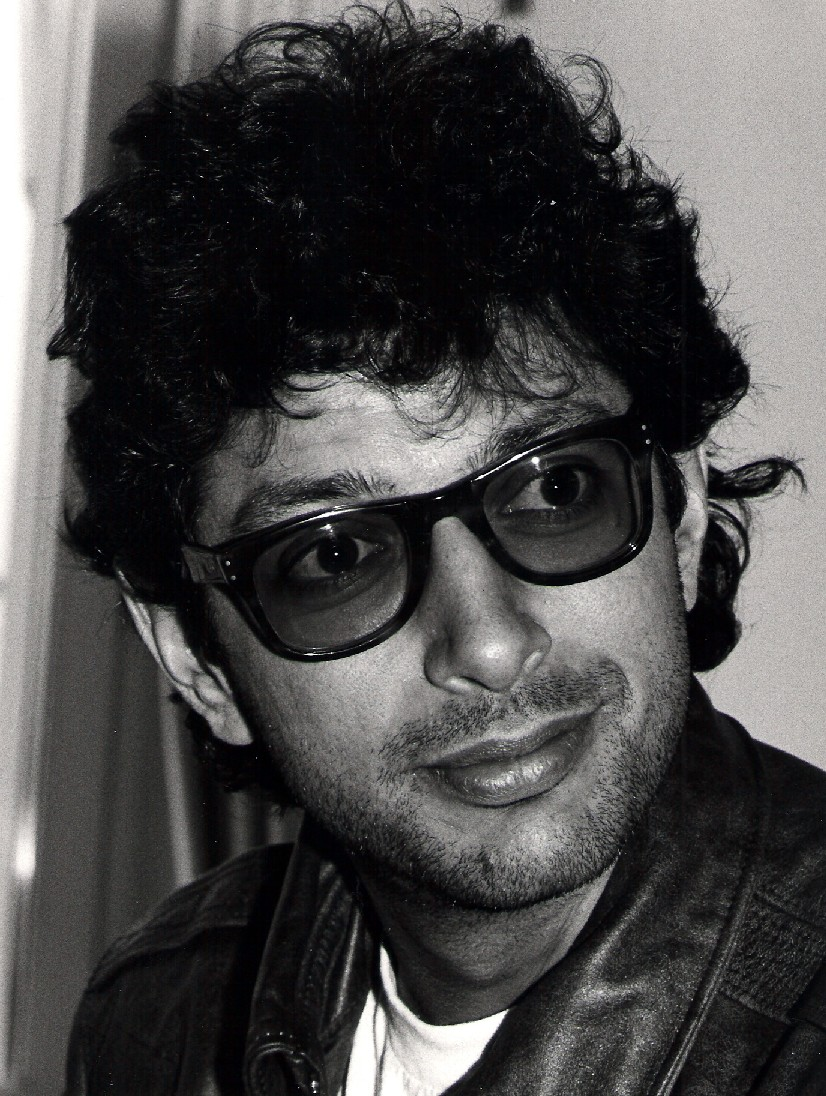
Jeff Goldblum si sottopose a circa cinque ore di trucco al giorno per interpretare Seth Brundle mutato in Brundlemosca.

La mutazione fisica e morale del protagonista è sicuramente il cuore pulsante del film di Cronenberg, con una trasformazione lunga e lenta. Dal momento in cui si fonde a livello molecolare con la mosca, Brundle assiste impotente al proprio progressivo cambiamento fisico e anche psichico, fino a diventare un mostro mutante, grottesco e ripugnante, dotato di una incontenibile forza e di istinti incontrollabili. Cronenberg non rinuncia a mostrare tutto l'orrore fisico della mutazione, ma non trascura affatto la sofferenza interiore del protagonista e la sua inutile lotta per non diventare totalmente bestia.
Seth condivide con gli altri protagonisti cronenbergiani un autentico entusiasmo per la condizione di mostruosità che si trova a vivere. Nella prima parte di trasformazione, questo atteggiamento euforico è piuttosto comprensibile: Seth ne vede infatti solo i lati positivi, che si manifestano in un generale potenziamento del suo vigore fisico. Quanto basta a stimolare l'inizio di una riflessione: spiega a una già perplessa Veronica come l'essere scomposto e ricomposto atomo per atomo lo abbia in qualche modo «purificato», trasformandolo di fatto in un «re tra gli uomini». Quando tenta invano di convincere Veronica a sottoporsi all'esperimento, ne accosta l'effetto a quello di una «droga pura e benigna». Quando Veronica inizia ad insinuare il dubbio di un errore del teletrasporto, Brundle tenta inizialmente di rimuoverlo, ma di fronte allo specchio, impossibilitato a farsi la barba e con le unghie e i denti che cadono, inizia a capire che qualcosa nel processo di teletrasporto è andato storto. L'euforia lascia spazio all'angoscia quando poi scopre finalmente che il suo DNA è stato fuso con quello dell'insetto. Nonostante la paura suscitata dalla mostruosità, Brundle inizia a osservarla e a studiarla. Atteggiamento che si evidenzia quando inizia un video-diario dove registra l'evolvere del suo corpo. Il terrore per la perdita della propria identità coincide però con l'inizio di un processo che lo porterà a trovarne una nuova.
(Seth Brundle.)
La nuova identità, che lo stesso Brundle ribattezza Brundlemosca (Brundlefly in originale), si manifesta nello scienziato con grande velocità. Prima il protagonista comincia a mangiare vomitando enzimi corrosivi sul cibo, poi inizia a perdere pezzi del proprio corpo (che custodisce nel bagno come una sorta di «museo Brundle di storia naturale») ed infine scopre di poter camminare di traverso sul tetto e sulle pareti. Contemporaneamente, perdendo pezzi essenziali della sua persona esteriore, lo scienziato comincia pian piano a perdere anche la ragione, comportandosi e pensando più da insetto che da uomo. Egli allora cerca di difendersi elaborando una "filosofia" dell'essere mostruoso che lo sta infiltrando, teorizzando una specie di "riconoscimento sociale" alla sua condizione definendosi «il primo insetto politico della storia». A Veronica, che lo va periodicamente a trovare, spiega che gli insetti non sono animali politici, nel senso che non mirano che alla sopravvivenza, e per sopravvivere adottano una strategia mimetica o intimidatoria.
(Seth Brundle a Veronica.)
Il risultato finale della mutazione, che compare nell'epilogo del film, è una creatura insettiforme priva di parola ed orribilmente deforme e asimmetrica. Ciò riflette l'idea del regista David Cronenberg che la creatura non dovesse essere una mosca gigante, ma piuttosto una fusione letterale di un uomo e un insetto che racchiude in sé elementi di entrambi.
Nelle scene finali del film, Brundle scopre che una possibile soluzione definitiva alla trasformazione in Brundlemosca sarebbe teletrasportarsi assieme ad un soggetto donatore di geni sani, al quale però verrebbero trasferiti quelli mutanti. Con qualche astrusa variante, questo è l'espediente che salverà suo figlio, Martin, in La mosca 2.

### Martin Brundle
Seth Brundle ha avuto un figlio da Veronica che viene mostrato nella Mosca 2. Martin è affetto dalla Sindrome di Brundle; il suo DNA è reso anomalo dalla presenza di geni di mosca ereditati dal padre. Il primo sintomo a manifestarsi è una crescita fisica e intellettiva estremamente accelerata. A cinque anni, ha già l'aspetto di un ventenne, e dorme molto di rado, al massimo una o due ore al giorno. Possiede tutta via anche grandi capacità fisiche tra cui forza e velocità sovrumane, ereditate dai geni mutanti del padre. Con l'enorme intelligenza che possiede ha dimostrato di essere superiore a suo padre, riuscendo in pochi giorni a perfezionare il suo lavoro delle telecapsule. Seth nel tentativo di rimuovere i geni di insetto che aveva, considerò come unica possibilità, quella di fondersi con altri soggetti umani servendosi della macchina. Martin è riuscito a migliorare la telecapsula, al punto di poterla usare invece per scambiare semplicemente i geni da un individuo all'altro potendo così essere completamente umano.

### Le tele-capsule
Si conosce veramente poco su come Seth Brundle abbia creato le tele-capsule e le poche informazioni ci vengono fornite dallo scienziato durante una discussione con Veronica:
Esistono tre tipi di tele-capsule (una versione primordiale e due più moderne), tutte controllate da un computer principale molto sofisticato.
Cronenberg descrisse i primi concept delle tele-capsule come «docce in vetro» ma per il progetto definitivo si ispirò alla struttura dei cilindri della sua Ducati 450 Desmo.
Nel film di Kurt Neumann, lo scienziato finiva per distruggere la propria invenzione perché pensava fosse pericolosa per l'umanità, il che per un positivista come Cronenberg era assolutamente inaccettabile: «Tutti sanno che la scienza è pericolosa. L'automobile ha ucciso milioni di persone; tutto ciò che inventiamo uccide qualcuno, e noi lo accettiamo, dunque non c'è motivo per cui il film vada contro tale paradosso. Dopotutto, il ricercatore ha commesso un errore, ma la macchina funzionava. È sempre stata una romantica, scriteriata idea hollywoodiana che uno scienziato scelga di distruggere il lavoro della sua vita solo perché gli è capitato di commettere uno stupido errore». Nell'epilogo del film di Cronenberg, Brundle non distrugge le tele-capsule come nella versione di Neumann ma per uno strano scherzo del destino finisce per fondersi con una di esse.

## Accoglienza

### Influenza culturale
Con la prima uscita nei cinema de La mosca nel 1986, Seth Brundle si affermò come uno dei personaggi orrorifici più memorabili della storia cinematografica. Per la sua interpretazione di Brundle, Jeff Goldblum vinse il Saturn Awards 1986 per il migliore attore. Non riuscì ad ottenere una nomination ai Premi Oscar 1987 per il miglior attore protagonista, probabilmente a causa del disinteresse dell'Academy nei confronti dei film horror. Brundle è stato oggetto di una serie di action figure ed il suo ruolo nella cultura popolare si estese oltre l'universo de La mosca i suoi fan. Nella popolare sitcom animata I Simpson, Seth Brundle viene parodiato nell'episodio La paura fa novanta VIII in cui Bart Simpson si fonde erroneamente con una mosca attraverso un teletrasportatore.

### Controversie
Fin dall'uscita nei cinema de La mosca, diversi critici hanno supposto che la trasformazione di Brundle sia una metafora dell'AIDS, malattia che nel 1986 imperversava gli Stati Uniti d'America e non solo. In merito a questo paragone, il regista dichiarò: «Sono affascinato dai temi del corpo e delle sue trasformazioni, ma non credo che siano legati alla "sindrome da Aids" più che a un motivo centrale per il cinema horror: la morte vista come un evento fisico, che porta a meditare sull'esistenza del corpo. È il corpo il vero protagonista del genere». È possibile che Cronenberg abbia attinto alla sua tragedia familiare, ovvero la morte del padre per colpa di cancro, per raccontare la mutazione genetica di Brundle nel suo film.
Esiste una scena tagliata ed alquanto sgradevole in cui Brundle (in una metamorfosi inedita, quindi mai apparsa nella versione cinematografica) unisce attraverso le tele-capsule un babbuino (lo stesso che era stato teletrasportato con successo all'inizio del film) e un gatto randagio. Il babbuino-gatto che ne risulta viene poi bastonato da Brundle con un tubo d'acciaio. Malgrado tale sequenza intendesse rappresentare il graduale abbrutimento e pervertimento del raziocinio scientifico del protagonista, buona parte del pubblico dell'anteprima mondiale la interpretò come una crudeltà gratuita di Brundle verso gli animali (e soprattutto nei confronti del babbuino felicemente sopravvissuto al teletrasporto precedente), per cui Cronenberg decise di sopprimerla. Secondo il produttore Stuart Cornfeld il pubblico aveva ritenuto che non vi potesse essere più empatia per il personaggio di Seth e quindi non si sarebbe più sentito coinvolto dalle sue situazioni nel resto del film. Nelle parole di Cornfeld: «Se si picchia un animale a morte, anche una scimmia-gatto, il pubblico non sarà più interessato ai vostri problemi».

## Altri media
Cronenberg non pensò mai di realizzare un sequel de La mosca. Tuttavia, visto il grande successo del film, la Brooksfilm finanziò La mosca 2, diretto da Chris Walas (il truccatore del film di Cronenberg) ed incentrato sul figlio mutante di Brundle, Martin. Il personaggio di Seth ricompare anche in questa pellicola, sempre con il volto Jeff Goldblum, ma solo in due immagini d'archivio prese dal film originale. Nel trattamento originale di Tim Lucas, invece, Seth aveva un ruolo più consistente: egli sopravviveva all'interno del computer principale delle tele-capsule (con cui si era fuso nell'epilogo del primo film) e cercava, con l'aiuto di Veronica, di reintegrare nella macchina una versione non contaminata del suo corpo originale. Cronenberg approvò la storia, mentre Jeff Goldblum rifiutò di tornare ad interpretare il personaggio.
Nell'adattamento teatrale de La mosca, diretto anch'esso da Cronenberg, il ruolo di Seth Brundle è stato interpretato, al suo debutto come protagonista, dall'attore canadese Daniel Okulitch.